# Eduard Franz Genast
Eduard Franz Genast (Weimar, 15 de juliol de 1797 - Wiesbaden, 3 d'agost de 1866) fou un baríton i actor dramàtic alemany.
Fill del gran actor Anton Genast, debutà el 1814 a Weimar i el 1817 i 1818 fou membre successivament de les companyies de Dresden i Leipzig; el 1828 prengué la direcció del teatre de Magdeburg, i l'any següent per mitjà de Goethe, assolí un contracte vitalici en el de Weimar.
A més se li deuen algunes cançons, la música de les òperes:
- Der Verräter in den Alpen,
- Die Sonneenmänner.

I l'obra Aus dem Tagebuch eines alten Schauspielors (Leipzig, 1862-66), interessant com a contribució a la història de l'època de Goethe i Schiller.